# Ladies Tour of Norway TTT
El Ladies Tour of Norway TTT (Team Time Trial) es una contrarreloj por equipos de ciclismo femenina que se disputa anualmente en el mes de agosto como preámbulo a la Ladies Tour of Norway (versión femenina del Tour de Noruega).
La primera edición se celebró en 2018 como competencia de categoría 1.WWT del calendario ciclístico de máximo nivel mundial y fue ganada por el equipo con licencia neerlandesa el Sunweb.

## Palmarés
| Año  | Ganador | Segundo          | Tercero       |
| ---- | ------- | ---------------- | ------------- |
| 2018 | Sunweb  | Mitchelton-Scott | Cervélo Bigla |

## Palmarés por países
| País         | Victorias |
| ------------ | --------- |
| Países Bajos | 1         |